# لباس عمل
ملابس العمل (بالإنجليزية: Workwear) هي الملابس التي تُرتدى أثناء العمل، وخاصةً العمل الذي ينطوي على جهد بدني. غالبًا ما يختار العاملون في الصناعات التجارية ارتداء ملابس العمل لأنها مصممة لتوفير المتانة والسلامة.

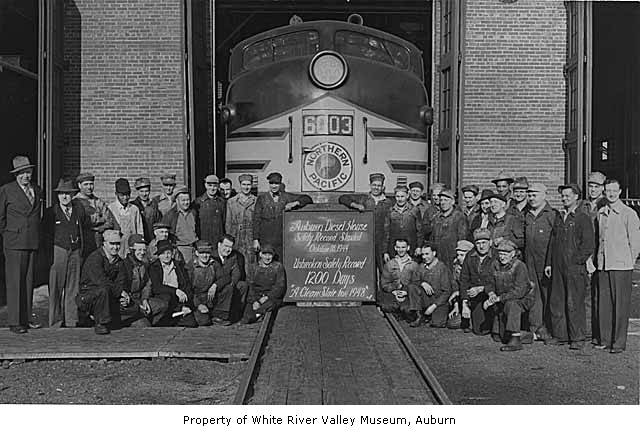
طاقم إصلاح القاطرة، 1948.

تشهد صناعة ملابس العمل نموًا مستمرا، ويملك المستهلكون العديد من المتاجر للاختيار من بينها. وتشير سلاسل المتاجر التي التزمت بالاستثمار في سوق ملابس العمل، الذي تتجاوز قيمته مليار دولار ويستمر في الارتفاع، إلى تحقيق زيادات سنوية ثابتة تتراوح بين 6% و8% في ملابس العمل الرجالية.
في المملكة المتحدة، إذا تم تزويد الموظف بملابس عمل بدون شعار، فقد تكون خاضعة لضريبة الدخل باعتبارها "دفعة عينية". أما إذا تم توفير ملابس الشركة مرفقة بشعارات، فقد يكون الموظف مؤهلاً لاسترداد ضريبي للمساعدة في تكاليف الصيانة.

## تاريخ

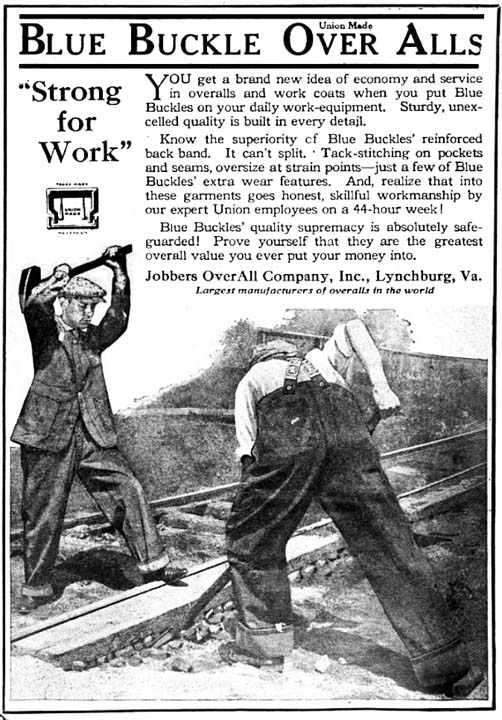
إعلان عن ملابس العمل، 1920

في بريطانيا من منتصف القرن التاسع عشر وحتى سبعينيات القرن العشرين، كان عُمّال النظافة وعمال الفحم والعمال اليدويون المعروفون باسم (navvies) يرتدون قبعات مسطحة، وسراويل مخملية وأحذية ثقيلة، وسترات "دونكي" (Donkey jacket)، غالبًا مع وشاح قطني ملون زاهٍ لامتصاص العرق. جاءت الإصدارات اللاحقة من سترة دونكي مزوّدة برقع جلدية على الأكتاف للحماية من التآكل عند حمل المعول أو الفأس على الكتف. ارتدى عمال المطاحن في يوركشاير ولانكشاير نوعًا مختلفًا من هذا الزي الأساسي مع قباقيب إنجليزية. كما كانت أطراف السراويل تُربط غالبًا بخيط، وكانوا يرتدون قمصانًا من نوع "الجد" (grandad shirts) بدون ياقة لتقليل احتمالية أن تعلق بالآلات التي تعمل بالبخار.
بحلول أوائل العصر الفيكتوري، أصبح من الممكن التعرف على مهنة رجل الطبقة العاملة من خلال ملابسه. فقد كان الطحانون والخبازون والطهاة يرتدون ملابس بيضاء نظرًا لأهمية نظافة الطعام. أما صانعو السكاكين والحدادون وصانعو الأحذية فكانوا يرتدون مآزر (صدريات) جلدية ثقيلة، بينما كان الجزارون وبائعو الأسماك يرتدون قبعات من القش ومآزر مخططة باللونين الأحمر أو الأزرق. وكان سائقو سيارات الأجرة يرتدون قبعات عالية ومعاطف كبيرة ذات عباءات للحماية من المطر. ارتدى بائعو السلع إحدى أكثر الملابس تميزًا، والتي تتكون من قبعة مسطحة وأحذية مصقولة جيدًا ووشاح حريري يُعرف باسم (kingsman) وسروال مخملي أزرق وسترة بأزرار ذهبية بنقوش صيد (أي أزرار بزخارف صيد). وقد ظهرت تقليعة "الملك المرصع باللؤلؤ" (Pearly King) في أواخر القرن التاسع عشر، عندما قلد عامل نظافة شاب يُدعى هنري كروفت ملابس بائعي السلع من خلال خياطة أزرار مصنوعة من عرق اللؤلؤ على خياطة سترته وسرواله.

### ملابس العمل الآسيوية

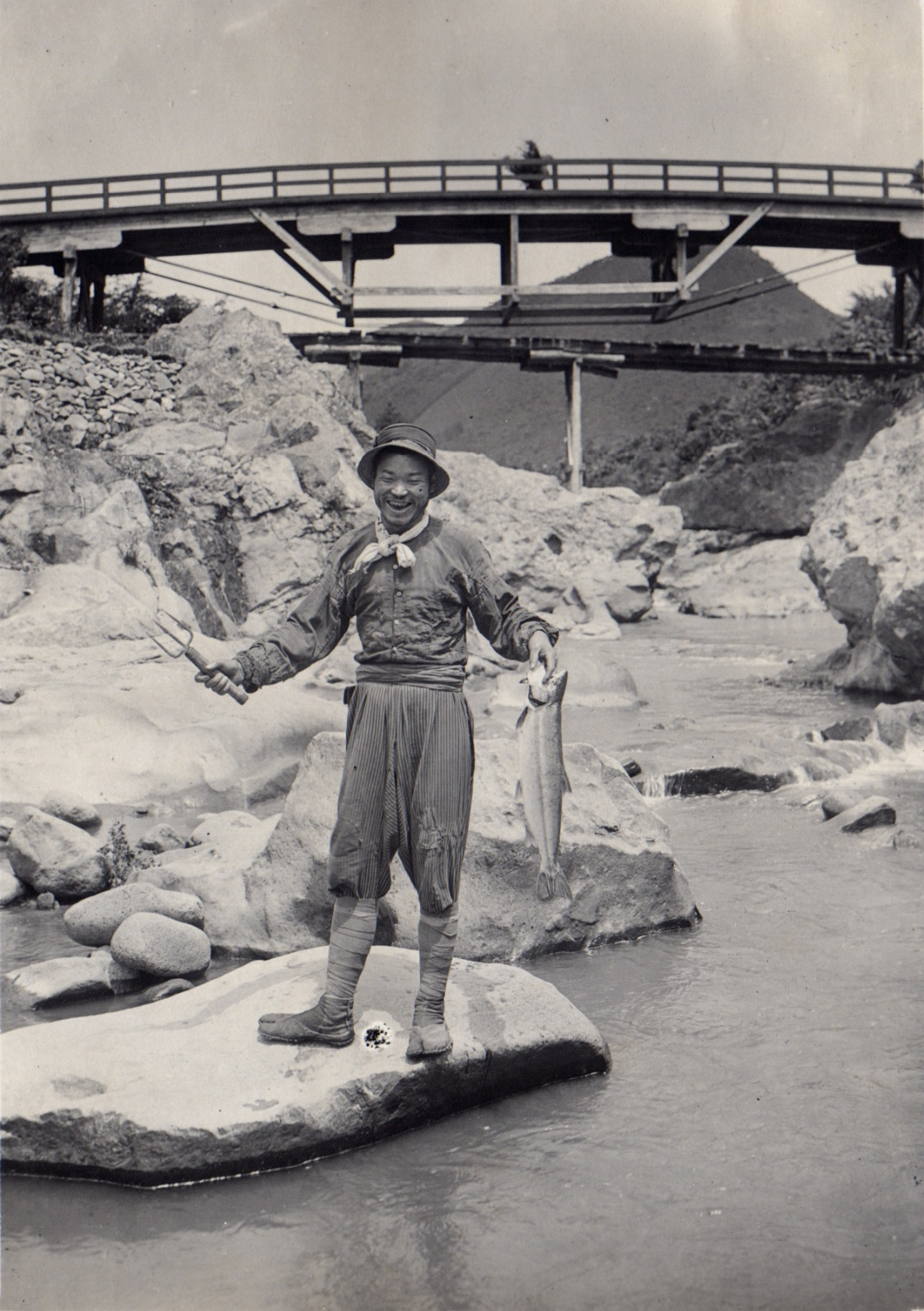
أحذية تابي وبنطلونات نيكابوكا التي ارتداها الصيادون اليابانيون، عام 1915

في اليابان، تطورت ملابس العمل خلال أوائل القرن العشرين من مزيج من الملابس اليابانية والأوروبية. كان عمّال البناء المرتفعون، المعروفون باسم توبشوكو (Tobishoku)، يرتدون أحذية جيكا تابي مع سراويل نيكابوكا (Nikkapokka)، وهي سراويل نشأت من مزيج بين سروال الـ"نيكر بوكر" الهولندي والتصميم الياباني. وغالبًا ما كانت هذه الملابس تُخاط باستخدام تقنية ساشيكو (Sashiko)، وهي تقنية لترقيع الملابس ابتكرها المزارعون والصيادون اليابانيون في الأصل لإصلاح الملابس التالفة.
تطوّر زيّ العمل الصيني الحديث من بدلة تشونغشان ذات الأزرار الخمسة، التي شاع استخدامها على يد سون يات سين وماو تسي تونغ. وقد استُمدّ هذا الزي من القمصان العسكرية التي كانت تُوزّع على جيوش ألمانيا وبريطانيا وروسيا قبل الحرب، بالإضافة إلى سترات العمل الزرقاء المصنوعة من قماش الدنيم والسترات التي كان يرتديها عمال المصانع الفرنسيون. في ظلّ النظام الشيوعي، أصبحت سترة ماو (Mao jacket) إلزامية لجميع فئات المجتمع، وكانت تُصنع باللون الأزرق للعمّال، والرمادي أو الكاكي لأعضاء الحزب الشيوعي الصيني، والأسود لرجال الشرطة، والأخضر للعسكريين. وكان يحقّ لكبار المسؤولين في الحزب ارتداء سترة تحتوي على أربعة جيوب خارجية بدلًا من اثنين. أما في الطقس البارد، فكان الفلّاحون وعمّال البناء يرتدون زيًا مبطنًا من قطعتين مستوحى من السترة الروسية تيلوغريكا (telogreika).

### ملابس العمل البحرية

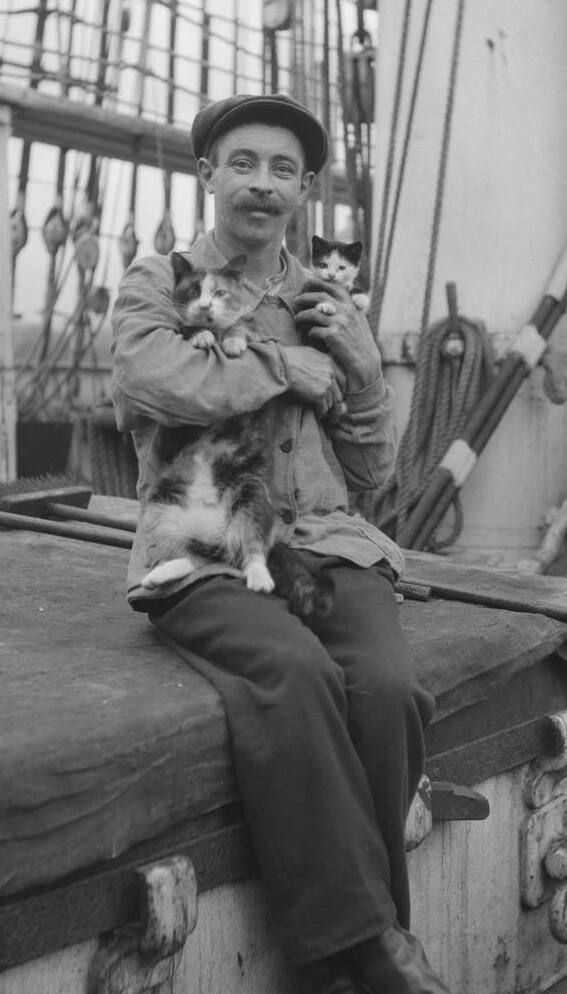
بحار أسترالي يرتدي بنطالًا واسعًا، حوالي عام 1910

منذ أواخر القرن الثامن عشر، كان البحارة التجاريون وعمال الموانئ يرتدون سراويل جينز واسعة وقمصان داخلية مخططة وسترات محبوكة ذات رقبة مدورة ومعاطف زرقاء قصيرة. كان هذا الزي الأساسي، مقترنًا بحزام جلدي سميك وقبعة مسطحة وقباقيب، وكان أيضًا علامة تعريف لعصابات الجريمة في مطلع القرن مثل (Scuttlers). على متن السفن السياحية الفاخرة وناقلات المحيطات، كان عمال سطح السفينة يرتدون ملابس زرقاء أنيقة مضغوطة تشبه تلك الخاصة بالبحرية الملكية والبحرية الأمريكية، بينما كان النُدُل ومضيفو المقصورة يرتدون زيًا أبيض مع طوق شريطي وأزرار نحاسية مذهبة وخط ذهبي على ساق البنطال. في الطقس الممطر، كان البحّارة يرتدون ملابس مقاومة للماء، وقبعات ساوويستر (Souwesters)، لكن الصيادين المعاصرين يفضلون ارتداء معاطف وبنطالين مقاومين للماء بلون أصفر أو برتقالي. تشمل التحديثات الحديثة للمظهر التقليدي سترات صوفية قطبية، وسترات بقلنسوة، وقبعات بيسبول، وقبعات محبوكة. أما في أوروبا، فأكثر زيّ عملي شائع على متن السفن هو بدلة العمل الكاملة (boilersuit). لم تعد قبعات القش وقبعات البحارة والقبعات المقاومة للماء المطلية بالقطران شائعة الاستخدام المدني، لكن لا تزال نسخ الصوف أو الدنيم من قبعة الصيادين اليونانيين شائعة.

### ملابس العمل الخاصة بركوب الخيل

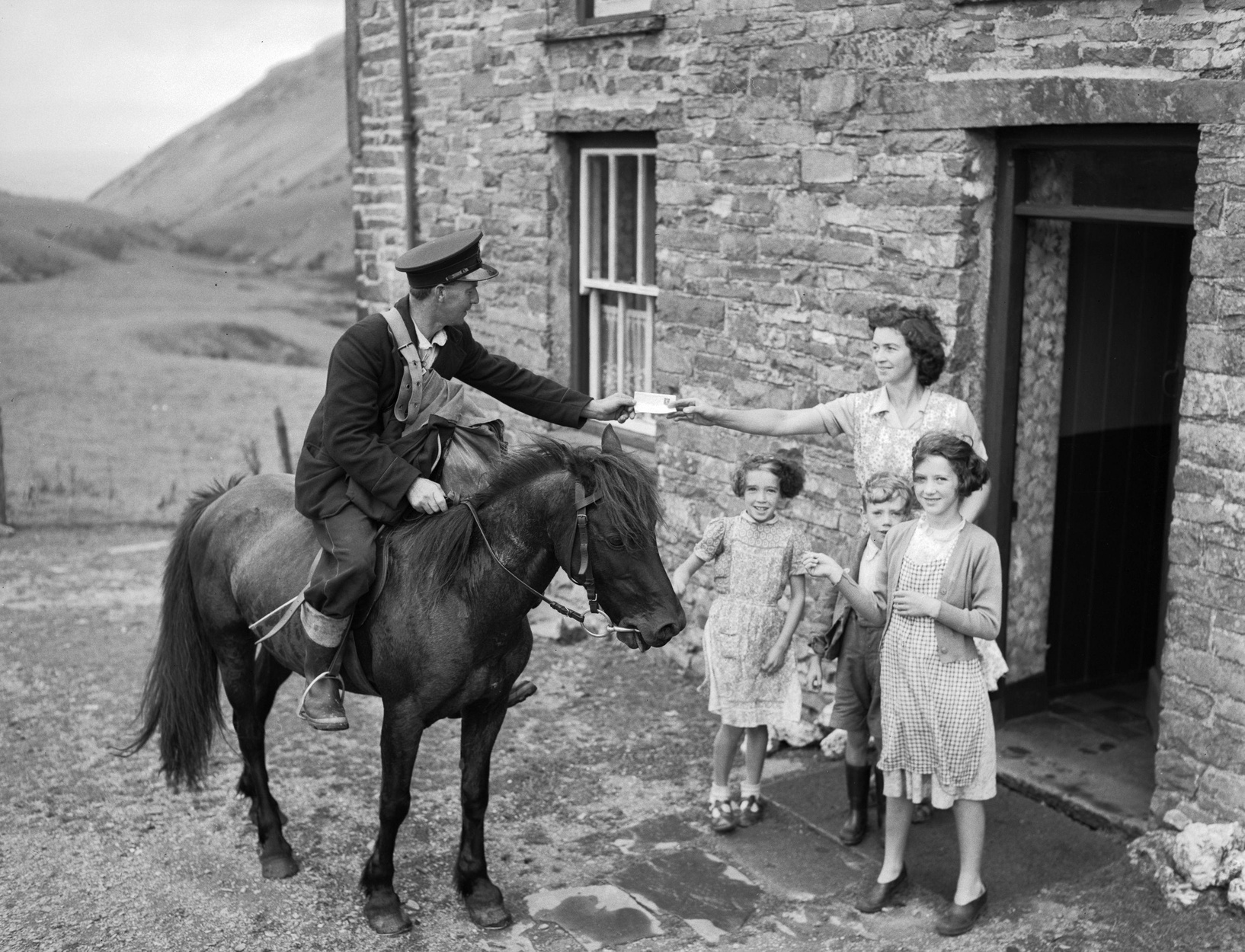
ساعي بريد ويلزي، 1955

قبل عام 1900، اعتمدت صناعة النقل على النقل الذي تجره الخيول في المناطق الريفية التي لا تخدمها محطات القطارات. في الغرب القديم، كان سائقو الحنطور المرحلي، وسائقو عربات النقل، ورُكّاب المهر السريع يرتدون معاطف كتانية، وأحذية طويلة، وقبعات متدلية للحماية من الغبار والشمس. أما ملابس رعاة البقر العاملين، المستوحاة من ملابس رعاة البقر المكسيكيين، فتشمل بنطال جينز أزرق، وأحذية رعاة بقر بكعب عالٍ، ووشاحًا، وقبعة ستيتسون، وقميصًا غربيًا منقوشًا بأزرار لؤلؤية.
كان سعاة البريد البريطانيون، الذين سُموا بهذا الاسم لأنهم كانوا يمتطون في الأصل خيول عربات البريد التي كانت تجمع الرسائل من مراكز التجهيز، يرتدون معطفًا أزرق وصدرية قرمزية لتحديد هويتهم كموظفين في التاج البريطاني. واعتبارًا من عام 2025، يواصل البريد الملكي هذا التقليد من خلال إصدار سترات حمراء وقمصان بولو لموظفيه. تم تقديم أول أحذية أمان، معززة بألواح حديدية، حوالي عام 1600 لحماية أرجل ساعي البريد من قضيب السحب الثقيل لعربة البريد. في الأصل، كانت القبعات العالية تُرتدى، ولكن بحلول خمسينيات القرن التاسع عشر تم استبدالها بقبعات مدببة أو كيبي والتي كانت أقل عرضة للسقوط بسبب أغصان الأشجار المنخفضة. وعلى الرغم من أن الدراجات قد حلت محل خيول البريد إلى حد كبير بحلول تسعينيات القرن التاسع عشر، إلا أن سعاة البريد استمروا في توصيل البريد على ظهور الخيل إلى عناوين بعيدة حتى خمسينيات القرن العشرين. على الرغم من أن معظم الخدمات البريدية ترتدي اللون الأزرق، إلا أن سعاة البريد الأمريكيين في خدمة البريد الأمريكية يرتدون سترات رمادية عسكرية منقوشة منذ أربعينيات القرن الماضي، بينما يرتدي عمال البريد البولنديون قبعة ماسيجوفكا وزيًا بنيًا مستوحى من الزي الذي استخدمته الإمبراطورية النمساوية المجرية قبل اعتماد الزي الأزرق في ظل الشيوعية. في الدول الباردة مثل ألمانيا والنرويج وفنلندا، يرتدي سعاة البريد قبعات تزلج مزودة بغطاء مطوي لحماية الأذنين والوجه، بينما يُمنح سعاة البريد في أستراليا وجنوب إفريقيا وجنوب الولايات المتحدة سراويل قصيرة وخوذات واقية من الشمس نظرًا للمناخ الاستوائي.

### استخدام السكك الحديدية
في عصر الغرب القديم ارتدى مهندسو قطارات يونيون باسيفيك وعمال السكك الحديدية بذلات عمل مميزة وقبعات وسترات عمل مصنوعة من خطوط الهيكوري، وذلك قبل اختراع بدلات العمل الموحدة (boiler suits) في أوائل القرن العشرين. أما مفتشو القطارات، والحمّالون، ومديرو المحطات، فكانوا يرتدون بزات رسمية زرقاء مستوحاة من بذلة "اللّونج سوت" المكوّنة من ثلاث قطع، مزينة بأزرار نحاسية، ويكملونها بقبعة "كيبي" عسكرية من عصر الحرب الأهلية الأمريكية. أما في العصر الحديث، فلا تزال قبعة المهندس المخططة جزءًا من الزي الرسمي لسائقي القطارات في الولايات المتحدة.

## العصر الحديث

### صناعة قطع الأشجار

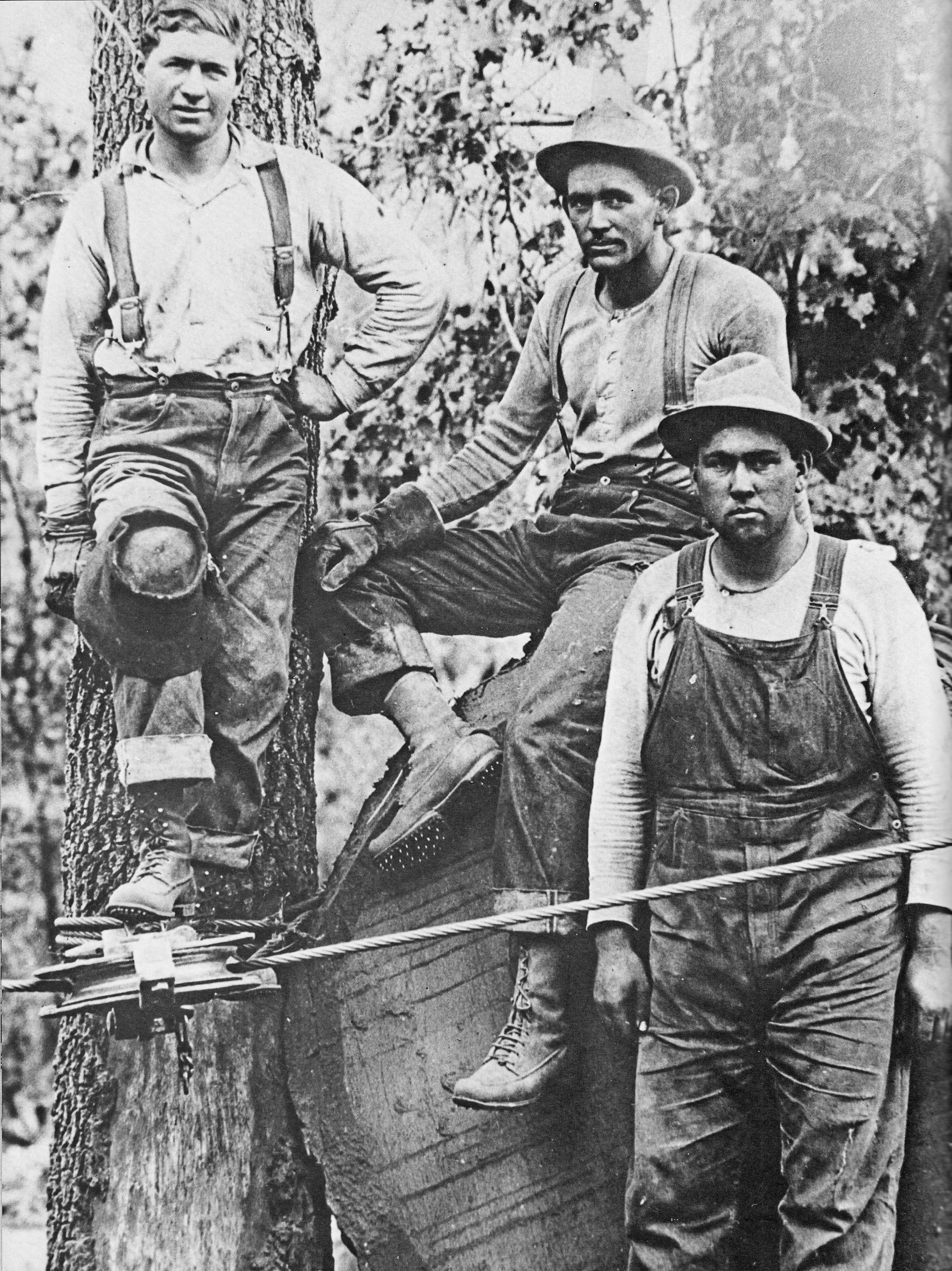
عمال قطع الأشجار من خشب الصنوبر السكري يرتدون سراويل فضفاضة، وحمالات، وملابس داخلية طويلة، وقبعات من اللباد، وأحذية من السد.

منذ أيام الغرب القديم، كان عمال قطع الأشجار الأمريكيون والكنديون يرتدون سترات بندلتون ذات المربعات المصنوعة من قماش الجاموس، وقبعات الصوف، وقبعات الصيادين، والأحذية الطويلة المقاومة للماء ذات مقدمة معززة، وسراويل الشبراج للحماية من المنشار. تم توزيع إصدارات زيتونية باهتة من سترة الصوف المبطنة على أطقم سيارات الجيب التابعة للجيش الأمريكي أثناء الحرب، وأصبحت سترات بندلتون ذات المربعات ملابس غير رسمية شائعة في أمريكا خلال الخمسينيات من القرن العشرين.

### الاستخدام من قبل سائقي الشاحنات

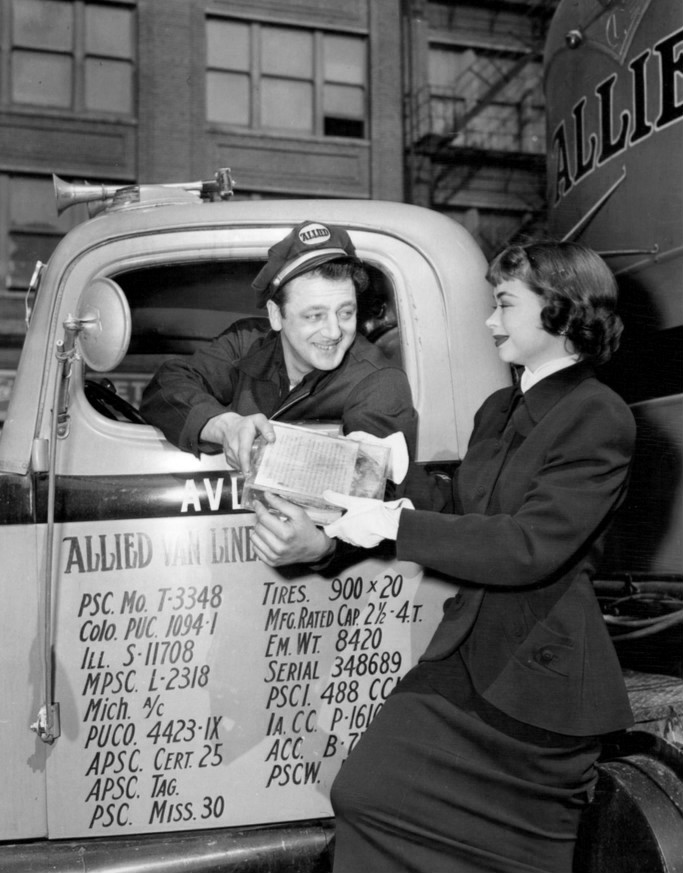
سائق شاحنة يرتدي قبعة ميكانيكي، 1949.

منذ ثلاثينيات القرن العشرين فصاعدًا، ارتدى سائقو الشاحنات والميكانيكيون زيًا مميزًا يتكون من قبعة الميكانيكي وقميص أبيض وباندانا وبدلة عمل وقميص منقوش ومعطف جلدي وسترة بيندلتون وسترة من الدنيم المزدوج وبنطال جينز أزرق. دلّت قبعة القبطان على وجه الخصوص على ارتباط سائقي الشاحنات بالموانئ البحرية الكبرى، والتي كانت تُنقل منها البضائع المستوردة إلى جميع أنحاء البلاد. وقد ألهم هذا المظهر أنماطًا فرعية ثقافية مثل "تون-أب بوي" (ton-up boy)، و"راغاري" (raggare)، و"غريسر" (greaser) خلال الخمسينيات والستينيات. وبحلول أوائل الثمانينيات، تم استبدال القبعات المدببة بقبعات البيسبول المصنوعة من الرغوة والشبك والمعروفة باسم قبعات سائقي الشاحنات (trucker hats) أو قبعات "جيمي" (gimme caps)، والتي كانت تُمنح في الأصل لسائقي الشاحنات من قبل الشركات المصنعة مثل جون دير أو ماونتن ديو أو بدويايزر للإعلان عن منتجاتهم.

### من عقد 1990 إلى عقد 2020
في الوقت الحاضر، يتكوّن زي العمل في القطاعات الصناعية وقطاعات الخدمات عادةً من قمصان قصيرة الأكمام (T-shirts) أو قمصان بولو سهلة الاستبدال ومنخفضة التكلفة، وسراويل مصنوعة من مزيج البوليستر والقطن، بلون أسود أو كحلي، وأحذية ذات رؤوس معدنية للحماية. أما العاملون في صناديق الأداء (الكاشير) في المتاجر الكبرى مثل وول مارت أو ألدي، فيرتدون صديريًا أو طبرد ملون يحمل شعار الشركة. وتُعد سترات بولار الصوفية بسحاب (Polar fleeces)، التي تم اختراعها في السبعينيات خصيصًا لعمال مصانع تعبئة اللحوم العاملين في وحدات التبريد الضخمة، من الملابس الشائعة أيضًا لدى عمّال المصانع، والباعة المتجولين، والمكلفين بمناولة البضائع، خصوصًا في المناطق ذات المناخ البارد.

## الإلهام في الموضة

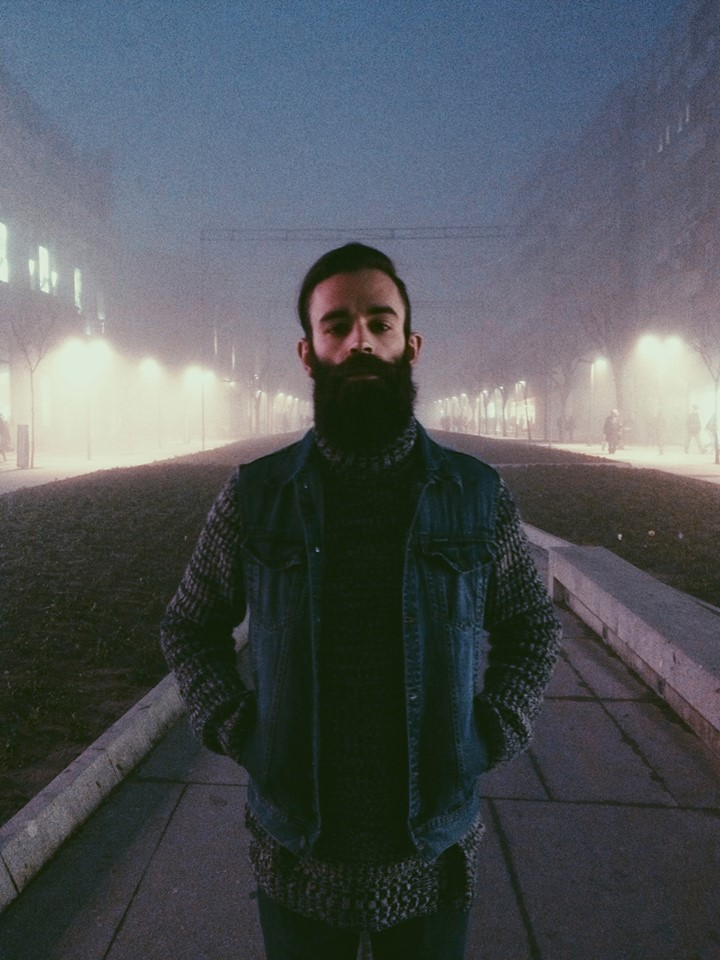
مظهر ملابس العمل

خلال الثمانينيات، كانت بعض ملابس العمل مثل سترة "دونكي" (donkey jacket) وأحذية دكتور مارتينز الواقية، شائعة في الشارع بين فئات مثل حليقي الرؤوس، و(suedeheads)، والهاردكور بانك، ومثيري الشغب في مباريات كرة القدم في بريطانيا. وفي الآونة الأخيرة، تبنّت بعض فرق "السلتك بانك" مثل فرقة (Dropkick Murphys) جوانب من هذا المظهر، كارتداء القبعة المسطحة، للتأكيد على هويتهم الإيرلندية-الأمريكية من الطبقة العاملة.
في القرن الحادي والعشرين، ترك أسلوب ملابس العمل أثرًا كبيرًا أيضًا في صناعة الأزياء، بما في ذلك أنماط مثل أزياء الشارع (streetwear). فلم تعد ملابس العمل مجرد نمط من الألبسة تتبناه فئة "الهيبستر" (hipster)، بل أصبحت ثقافة وأسلوب حياة داخل هذه الشريحة الاجتماعية تحديدًا. وتشمل ملامح هذا الأسلوب تسريحات شعر بومبادور، والوشوم، وسترات الجينز، والمعاطف العسكرية الطويلة، وقمصان الفلانيل الخاصة بالحطابين، وقمصان "شامبراي"، والدنيم الخام، وأحذية العمل.